# Еггерт Арон Гудмундссон
Еггерт Арон Гудмундссон (ісл. Eggert Aron Guðmundsson, нар. 8 лютого 2004, Рейк'явік, Ісландія) — ісландський футболіст, атакувальний півзахисник норвезького клубу «Бранн» та національної збірної Ісландії.

## Ігрова кар'єра

### Клубна
Еггерт Арон Гудмундссон є вихованцем клубу «Стьярнан» з міста Гардабайр — передмістя Рейк'явіка. Сезон 2021 року став дебютним для футболіста на професійному рівні. 24 травня 2021 року Еггерт Арон провів першу гру в чемпіонаті Ісландії, вийшовши на заміну в кінці матчу проти «Акурейрі».

### Збірна
У 2023 році у складі юнацької збірної Ісландії (U-19) Еггерт Арон брав участь у юнацькому чемпіонаті Європи, що проходив на Мальті. На турнірі футболіст зіграв у трьох матчах.
13 січня 2024 року у товариському матчі проти команди Гватемали Еггерт Арон дебютував у національній збірній Ісландії.